# Dolmen von Loubressac
Der Dolmen von Loubressac liegt bei Mazerolles, südlich von Civaux in der Region Nouvelle-Aquitaine im Südosten des Département Vienne in Frankreich. Entlang des Wasserlaufes Ruisseau de Gobert schlängelt sich westlich von Lussac-les-Châteaux die Départementstraße D114, an der die Überreste des bei der Sanierung des Straßenrandes beschädigten Dolmens in der Nähe eines Teiches liegen. Dolmen ist in Frankreich der Oberbegriff für Megalithanlagen aller Art (siehe: Französische Nomenklatur).
Der einst fünf Meter lange Deckstein ist gebrochen und in die Kammer verstürzt. Von den 10 Tragsteinen sind viele umgefallen. Der Zugang befindet sich im Osten. Die Kammer hat eine Größe von 4,0 mal 2,5 m. In ihr wurden Erwachsene und Kinder begraben, denen Keramik und Werkzeuge aus Feuerstein beigegeben waren. Die meisten Steine sind aus dem lokalen weißen Kalkstein, mit ausgewitterten Vertiefungen. Der große Tragstein an der Rückseite der Kammer ist aus dunklem Granit. 